# Hodorkiv, Popilnea
Hodorkiv (în ucraineană Ходорків) este localitatea de reședință a comunei Hodorkiv din raionul Popilnea, regiunea Jîtomîr, Ucraina.

## Demografie
Componența lingvistică a localității Hodorkiv
     Ucraineană (97,52%)
     Rusă (2,04%)
     Alte limbi (0,36%)
Conform recensământului din 2001, majoritatea populației localității Hodorkiv era vorbitoare de ucraineană (97,52%), existând în minoritate și vorbitori de rusă (2,04%).